# Port Moresby
Port Moresby (vagy Pot Mosbi) Pápua Új-Guinea fővárosa és egyben legnépesebb városa is.

## Földrajz
A Korall-tenger partján, Új-Guinea szigetének délkeleti részén fekszik.

### Éghajlat
A város trópusi szavanna éghajlatú: esős és száraz évszak váltakozik. Az 1040 mm átlagú évi csapadék zöme december és április között hull le. Egész éven át tart a fülledt hőség: az egyes hónapok középhőmérséklete 26 és 28 Celsius-fok között ingadozik.
| Hónap                         | Jan. | Feb. | Már. | Ápr. | Máj. | Jún. | Júl. | Aug. | Szep. | Okt. | Nov. | Dec. | Év   |
| ----------------------------- | ---- | ---- | ---- | ---- | ---- | ---- | ---- | ---- | ----- | ---- | ---- | ---- | ---- |
| Rekord max. hőmérséklet (°C)  | 37,0 | 36,0 | 36,0 | 36,0 | 34,0 | 33,0 | 32,0 | 32,0 | 34,0  | 34,0 | 36,0 | 36,0 | 37,0 |
| Átlagos max. hőmérséklet (°C) | 32,0 | 31,0 | 31,0 | 31,0 | 30,0 | 29,0 | 28,0 | 28,0 | 29,0  | 30,0 | 31,0 | 32,0 | 30,2 |
| Átlagos min. hőmérséklet (°C) | 26,0 | 26,0 | 26,0 | 26,0 | 26,0 | 25,0 | 25,0 | 25,0 | 26,0  | 26,0 | 26,0 | 26,0 | 25,7 |
| Rekord min. hőmérséklet (°C)  | 23,0 | 23,0 | 23,0 | 22,0 | 22,0 | 22,0 | 20,0 | 20,0 | 21,0  | 21,0 | 22,0 | 23,0 | 20,0 |
| Átl. csapadékmennyiség (mm)   | 179  | 193  | 170  | 107  | 64   | 33   | 28   | 18   | 25    | 36   | 48   | 112  | 1013 |

## Történelem
Az 1800-as évek közepén a főváros helyén a motu törzs apró falvai álltak. A falvak lakói élelmes kereskedők voltak, akik törékeny vitorlásaikon áruikkal messze partokra is elmerészkedtek. 1870-es években telepedtek le a vidéken az első európai misszionáriusok és kereskedők.
1873-ban foglalták el az angolok Új-Guinea szigetének délkeleti részét, és ekkor létesítették a kikötőt is, amely köré később Port Moresby is épült. A város névadója John Moresby kapitány volt, ő térképezte fel az itteni öböl környékét is.
1896-ban az itteni aranylelőhelyek híre több száz fehér szerencsevadászt csábított ide, ám a rövid "lázas" időszak után a városka visszasüllyedt az alárendelt gyarmati központ álmos hétköznapjaiba. Nagy-Britannia 1906-ban Brit-Újguineát átengedte Ausztráliának. Neve ettől kezdve Pápua terület volt.
1921-ben a sziget északkeleti részén fekvő Német-Új Guinea Ausztrália mandátumterülete lett. 1949-ben egyesítették a két tartományt Pápua és Új-Guinea néven. Közigazgatási székhelye Port Moresby lett.

## Gazdasága

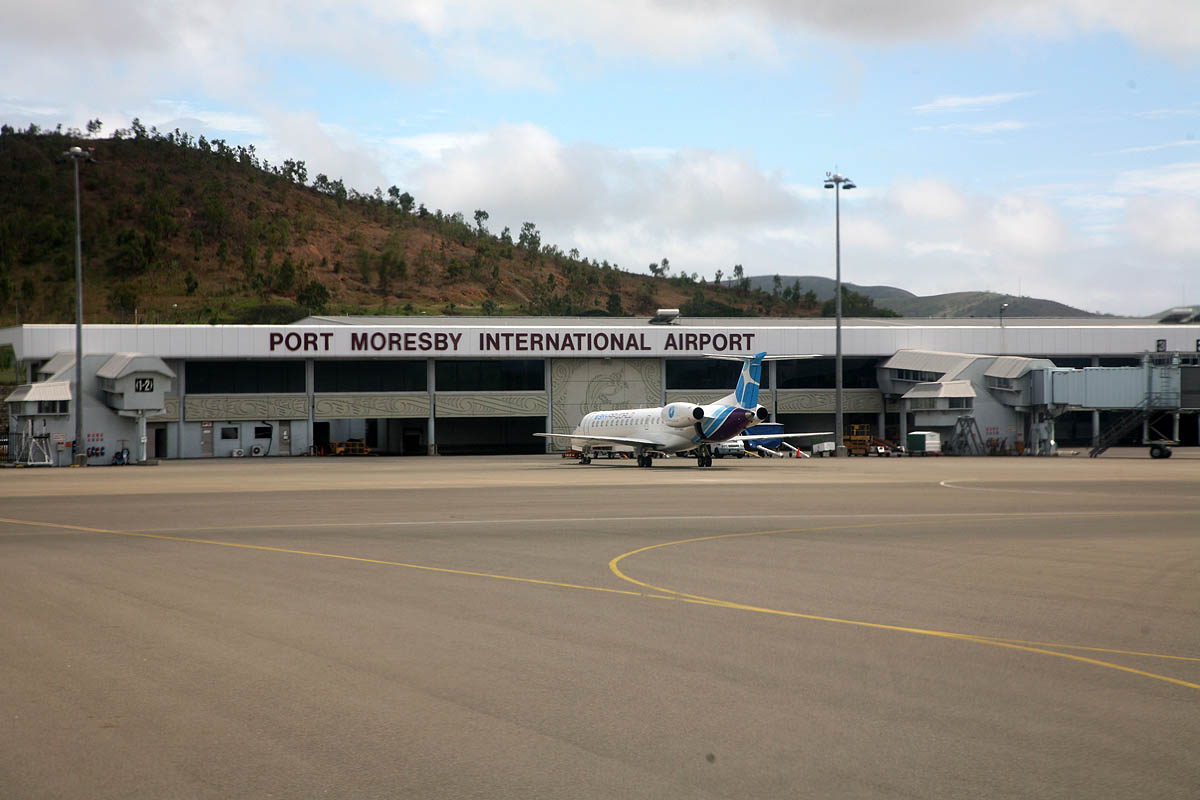
Jacksons nemzetközi repülőtér

A város kikötőjéből exportálják a környék erdeiből származó haszonfát, valamint az ültetvényeken termő kókuszdiót, kakaót és nyersgumit.
A városnak van még cement, dohány- és sörgyár létesült. A javítóüzemek és a kisebb könnyűipari üzemek a helyi lakosság ellátását szolgálják.
A villamos energiát a Laloki-folyó vízerőművéből kapja a város.

## Közlekedés
Légi közlekedése is sokkal fejlettebb a közúti forgalomnál. A kisebb-nagyobb városokat összekapcsoló belföldi repülőjáratok a főváros Jacksons nemzetközi repülőtérről csatlakoznak a külföldre Ausztrália és Délkelet-Ázsia felé tartó vonalakhoz.
A városi tömegközlekedést a buszok képviselik.

## Bűnözés
A világ egyik legveszélyesebb nagyvárosa.
Gyakoriak az olyan bűncselekmények, mint a lopás, az autórablás, a betörés és behatolás, a családon belüli erőszak, a szexuális zaklatás és a gyilkosság.